# Matt Walsh (opinionista)
Matt Walsh (18 giugno 1986) è un conduttore radiofonico e opinionista statunitense.

## Biografia
Nato il 18 giugno 1986, Matt Walsh iniziò la sua carriera di conduttore radiofonico nei primi anni 2010 per due stazioni nel Delaware, prima di trasferirsi nel Kentucky e lanciare il suo sito web nel 2012. Quando il suo programma radiofonico venne cancellato nel dicembre 2013, smise di lavorare per la stazione radiofonica WLAP del Kentucky; entrò a far parte di Blaze Media nel 2014. Si unì a The Daily Wire nel 2017 e iniziò a condurre The Matt Walsh Show nel 2018. Walsh apparve in diverse pubblicazioni e talk show trasmesse su scala nazionale.
Politicamente schierato a destra, Walsh è principalmente noto per le sue posizioni contrarie ai movimenti LGBT e le sue campagne contro i gruppi che forniscono o incoraggiano la transizione medica nei confronti delle persone trans, in modo particolare i minori. Nel 2022 Walsh, sulla falsariga delle pubblicazioni di libri per bambini a tema LGBT, pubblicò Johnny the Walrus, un libro per bambini satirico in cui paragonava l'essere transgender al fingere di essere un tricheco e What Is a Woman?, un documentario sull'identità di genere negli Stati Uniti. Walsh condusse una campagna contro diversi ospedali, paragonando i trattamenti ormonali e interventi chirurgici rivolti alle persone transgender all'abuso sessuale sui minori, alle mutilazioni dei genitali e allo stupro. A causa delle sue posizioni, la comunità LGBT lo ha accusato più volte di transfobia.

## Libri
- The Unholy Trinity: Blocking the Left's Assault on Life, Marriage, and Gender, 2017
- Church of Cowards: A Wake-Up Call to Complacent Christians, 2020
- Johnny the Walrus, 2022
- What Is a Woman?: One Man's Journey to Answer the Question of a Generation, 2022

## Filmografia
- What is a Woman?, regia di Justin Folk (2022)
- Lady Ballers, regia di Jeremy Boreing (2023)
- Am I Racist?, regia di Justin Folk (2024)